# 디시에르토
디시에르토(Desierto)는 프랑스에서 제작된 조나스 쿠아론 감독의 2015년 액션, 모험, 드라마, 공포, 스릴러 영화이다. 가엘 가르시아 베르날 등이 주연으로 출연하였고 카를로스 쿠아론 등이 제작에 참여하였다.

## 출연

### 주연
- 가엘 가르시아 베르날
- 제프리 딘 모건
- 알론드라 히달고
- 디에고 카타노
- 마르코 페레즈
- 오스카 플로레스
- 다비드 로렌조

### 조연
- 버치 맥케인

## 제작진
- 프로듀서: 알폰소 쿠아론
- 미술: 알레한드로 가르시아